# Жедњаков плавац
Жедњаков плавац (лат. Scolitantides orion) врста је лептира из породице плаваца (лат. Lycaenidae).

## Опис врсте
Лако препознатљив како по горњој, тако и по доњој страни крила.
- Scolitantides o. orion  ♀
- Scolitantides o. orion  ♀ △

## Распрострањење и станиште
Локалан је и везан за каменита и сува станишта близу биљке хранитељке. Често се виђа покрај путева у клисурама. Насељава јужну Европу. 

## Биљке хранитељке
Основне биљке хранитељке су жедњаци (Sedum spp.).